# فلورانس جيورجيتي
فلورانس جيورجيتي (بالفرنسية: Florence Giorgetti)‏ هي ممثلة فرنسية، ولدت في 15 فبراير 1944 في فرنسا.

## وصلات خارجية
- فلورانس جيورجيتي على موقع IMDb (الإنجليزية)
- فلورانس جيورجيتي على موقع ألو سيني (الفرنسية)
- فلورانس جيورجيتي على موقع أول موفي (الإنجليزية)
- فلورانس جيورجيتي على موقع قاعدة بيانات الأفلام السويدية (السويدية)
- فلورانس جيورجيتي على موقع قاعدة بيانات الفيلم (الإنجليزية)
- فلورانس جيورجيتي على موقع كينوبويسك (الروسية)